# Geneviève Bouts Réal del Sarte
Pour les articles homonymes, voir Bouts.
Geneviève Camille Aimée Magdeleine Bouts Réal del Sarte, née à Paris le 21 mars 1896 et morte à Clichy le 17 septembre 1974, est une peintre française.

## Biographie
Fille du sculpteur Désiré Réal del Sarte, élève de sa mère, Magdeleine Real del Sarte, de Marcel Baschet et de Henri Royer, frère de Maxime Real del Sarte, membre de la Société des artistes français et de l'Académie Julian, on lui doit des portraits. Elle obtient à plusieurs reprises une médaille d'honneur au Salon des artistes français (1969, 1972, 1974). 
Sa toile Entre deux danses est conservée au Musée Crozatier au Puy-en-Velay.